# Kostelec nad Labem
Kostelec nad Labem (deutsch Elbekosteletz, früher auch Elbkosteletz) ist eine Stadt in Tschechien. Sie liegt 20 Kilometer nordöstlich des Stadtzentrums von Prag und gehört zum Okres Mělník.

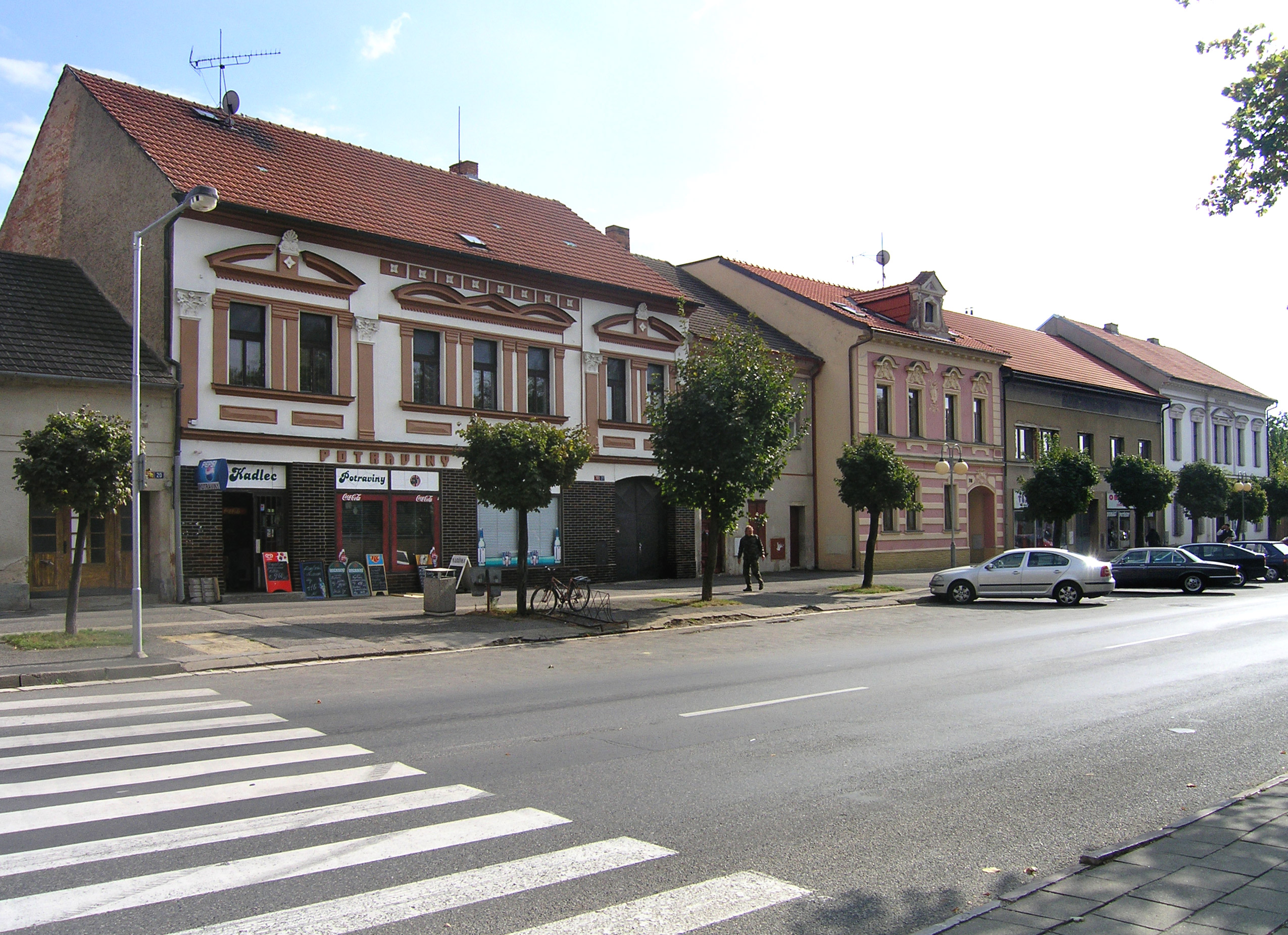
Kostelec nad Labem

## Geographie
Kostelec nad Labem befindet sich linksseitig der Elbe an der Einmündung des Mratínský und Poleradský potok in den Mlýnský potok.
Nachbarorte sind Rudeč, Chrást und Kozly im Norden, Ovčáry und Dřísy im Nordosten, Křenek und Záryby im Osten, Polerady im Süden, Mratín im Südwesten, Nová Ves im Westen sowie Čakovičky und Jiřice im Nordwesten.

## Geschichte
Das Gebiet der Stadt war bereits während der Stein- und Bronzezeit besiedelt. Die erste urkundliche Erwähnung des am linken Elbufer an einer Handelsverbindung zwischen Brandeis und Melnik gelegenen alten Dorfes Kostelec stammt aus dem Jahre 1276. An der Elbe befand sich eine Feste der Přemysliden, welche Ottokar II. Přemysl 1276 an Boresch von Osek überließ. Nach Boreschs Tod fiel Kostelec an die Přemysliden zurück und gehörte Königin Elisabeth. Später gelangte es in den Besitz der Krone Böhmen.
Es wird angenommen, dass bereits durch König Ottokar II. Přemysl südlich des Dorfes auf der anderen Seite des Mlýnský potok ein Städtchen errichtet wurde, das 1317 als oppidum „Kostelecz in littore fluminis Albe“ erstmals erwähnt wurde. Zentrum des Städtchens bildete ein dreieckiger Marktplatz, in dessen Mitte die Kirche St. Veit (Kostel svatého Víta) erbaut wurde, die im 15. Jahrhundert zur Pfarrkirche erhoben wurde. 1323 befand sich die Stadt im Besitz Hynek Berka von Dubás, der mit seinem Bruder, dem Prager Dompropst und Besitzer von Rudeč, Hynek Žák von Dubá, eine Brücke über die Elbe errichten ließ und dafür von König Johann von Böhmen den Brückenzoll verliehen erhielt.
1424 wurde Kostelec durch Jan Žižka und das verbündete Prager Heer belagert. Im Jahre 1448 erwarb Kuneš Rozkoš von Dubá die Stadt. Fünf Jahre später wurde Heinrich Berka von Dubá Besitzer von Kostelec und von ihm erwarb die Königinwitwe Johanna von Rosental die Güter. Seit 1465 ist die Existenz einer städtischen Schule nachweisbar. 1486 verlieh König Vladislav II. Kostelec die Stadtrechte.
1551 und 1727 brachen mehrere Stadtbrände aus und zu Kriegszeiten besetzte Militär die Stadt. Nach der Schlacht am Weißen Berg fielen die Kaiserlichen ein und reichlich hundert Jahre später waren es die Franzosen, die 1743 die Stadt besetzten. Kostelec gehörte seit 1648 zur Herrschaft Brandeis. In den Jahren 1756 bis 1763 marschierten die Russen und Österreicher ein.
Nach der Ablösung der Patrimonialherrschaften wurde Kostelec 1850 dem politischen Bezirk Brandeis zugeordnet. 1863 erhielt Kostelec eine Stadtbeleuchtung. Die Zuckerfabrik wurde zwischen 1868 und 1873 errichtet. Mit der Aufnahme des Verkehrs auf der Strecke der Lokalbahn Brandeis an der Elbe–Neratowitz von Neratovice nach Kostelec erhielt die Stadt 1899 einen Eisenbahnanschluss.
Vom 19. Jahrhundert bis zum Ende des Kalten Krieges war Elbekosteletz bzw. Kostelec nad Labem eine Garnisonsstadt.

## Stadtgliederung
Die Stadt Kostelec nad Labem besteht aus den Ortsteilen Jiřice (Jirschitz) und Kostelec nad Labem (Elbekosteletz) sowie der Ortslage Rudeč (Rudetsch).

## Sehenswürdigkeiten
- Dreischiffige Kirche St. Veit auf dem Markt, errichtet im 15. Jahrhundert anstelle eines Vorgängerbaus aus dem Anfang des 14. Jahrhunderts, Umbauten erfolgten u. a. in den Jahren 1566–1567 und 1728.
- Kirche St. Martin im Dorf Kostelec, belegt seit 1361 als Pfarrkirche
- Rathaus, der ursprünglich frühgotische Bau wurde nach dem Brand von 1551 sowie 1727 und 1820 umgestaltet
- Ehemaliges barockes Pfarrhaus, heute Gasthaus
- Jan-Hus-Denkmal auf dem Markt, errichtet 1911
- Feste Kostelec
- Ruine der Feste Jiřice
- Jüdischer Friedhof, errichtet im 16. Jahrhundert

## Söhne und Töchter der Stadt
- Teresa Stolz (1834–1902), Opernsängerin